# Дело «Алихаджиева против России»
Дело «Зура Алихаджиева против России» — судебный процесс, инициированный жалобой Зуры Алихаджиевой против Российской Федерации, поданной ею в Европейский суд по правам человека (ЕСПЧ). Сын заявительницы Руслан Алихаджиев исчез после задержания федеральными военнослужащими 17 мая 2000 года.
В 2006 году Зура Алихаджиева скончалась от инфаркта до окончания рассмотрения дела. После этого жалобу поддержал брат Алихаджиева Русланбек, который также исчез после задержания военными и следствие по делу которого также было безрезультатным. Затем жалоба была поддержана женой Русланбека Алихаджиева Заретой.

## Исчезновение Руслана Алихаджиева
Руслан Алихаджиев в годы первой чеченской войны был полевым командиром. В 1997—2000 года был председателем Парламента Ичкерии. В годы второй чеченской войны участия в боевых действиях не принимал. На момент исчезновения жил с матерью, женой и четырьмя детьми в доме матери в городе Шали.
17 мая 2000 года Алихаджиев был дома. Мать в это время была больна. Примерно в 11:15 к дому подъехали несколько российских БТРов. В дом вошли около 20 военнослужащих, не предъявившие никаких документов и никак не объяснивших своих действий. Они приказали всем лечь лицом вниз и надели наручники на Алихаджиева. Также в этот день были задержаны пятеро соседей, которые на другой день были освобождены.
Соседи рассказали, что Алихаджиеву одели на голову чёрный мешок, а им завязали глаза. Было запрещено разговаривать. Их повезли в сторону Грозного. У Алихаджиева изъяли деньги, документы и часы. Алихаджиев просил ослабить наручники, потому что у него затекли руки, но на эту просьбу не отреагировали.
Задержанных привели в какое-то подземное помещение, усадили на корточки у стены, били по голове металлической палкой и велели сидеть тихо. Троих задержанных отвели на допрос. Военные в масках, не назвавшие своих имён и званий, спрашивали, не участвовали ли они в боевых действиях и что они знают об Алихаджиеве. После этого всех, кроме Алихаджиева, отвели в подвал и разрешили снять повязки. На следующий день им снова завязали глаза, вывезли с места допроса и примерно через полтора часа пути высадили на дороге.
С тех пор родные Алихаджиева не имели о нём никаких сведений. Мать и брат Алихаджиева обращались во все инстанции в поисках пропавшего. Им помогали в поисках несколько неправительственных организаций и общественных деятелей. Но поиски оказались тщетными. Следствие остановилось из-за невозможности установления подозреваемых. 23 марта 2001 года Зурой Алихаджиевой была подана жалоба в ЕСПЧ по факту исчезновения сына. 8 декабря 2005 года жалоба была признана приемлемой.
Суд постановил, что Российской Федерацией были нарушены ст. 2 (право на жизнь), 3 (запрещение пыток), 5 (Право на свободу и личную неприкосновенность) и 13 (Право на эффективное средство правовой защиты) Конвенции о защите прав человека и основных свобод.
По решению суда российская сторона была обязана выплатить 40 тысяч евро компенсации морального ущерба и 5 тысяч евро в счёт компенсации издержек.
Алихаджиев стал самым высокопоставленным ичкерийским деятелем, который исчез в Чечне после задержания российскими военными. При этом спецслужбы официально отчитались о «задержании видного террориста Алихаджиева». Умеренные сепаратисты пытались начать переговоры с федеральной стороной. Алихаджиев был представителем этой части сепаратистов. Вскоре после его исчезновения в Чечне началась фугасная война.